# Carrhotus tristis
Carrhotus tristis är en spindelart som beskrevs av Tord Tamerlan Teodor Thorell 1895. Carrhotus tristis ingår i släktet Carrhotus och familjen hoppspindlar. Inga underarter finns listade.